# Rio Crasniţa
O Rio Crasniţa é um rio da Romênia, afluente do Bistriţa, localizado no distrito de Neamţ.